# 法雅茲丘
37°17′11″N 67°11′17″E / 37.286265°N 67.188027°E法雅茲丘是烏茲別克南部帖爾米茲附近的佛教考古遺址:116，包含一大型浮屠與寺院，屬犍陀羅式建築，寺院包括三個相連的院落，排列呈西北-東南走向，一為廚房與食堂，一為僧侶住處，一為中央的參拜區；浮屠的基座為方形，東南側設有階梯。
法雅茲丘的歷史可追溯至公元1世紀，在3至4世紀貴霜帝國時期繁盛，5世紀時陷入衰退，寺院漸漸荒廢，可能是貴霜-薩珊王國侵攻所致。距法雅茲丘數百公尺處有同年代的佛教遺址喀拉丘。
1968年至1976年蘇聯考古學家阿尔鲍姆（L. I. Albaum）在此從事考古挖掘工作，但許多成果並未發表，2002年至2006年遺址修復時又有許多文物出土。

## 遺址

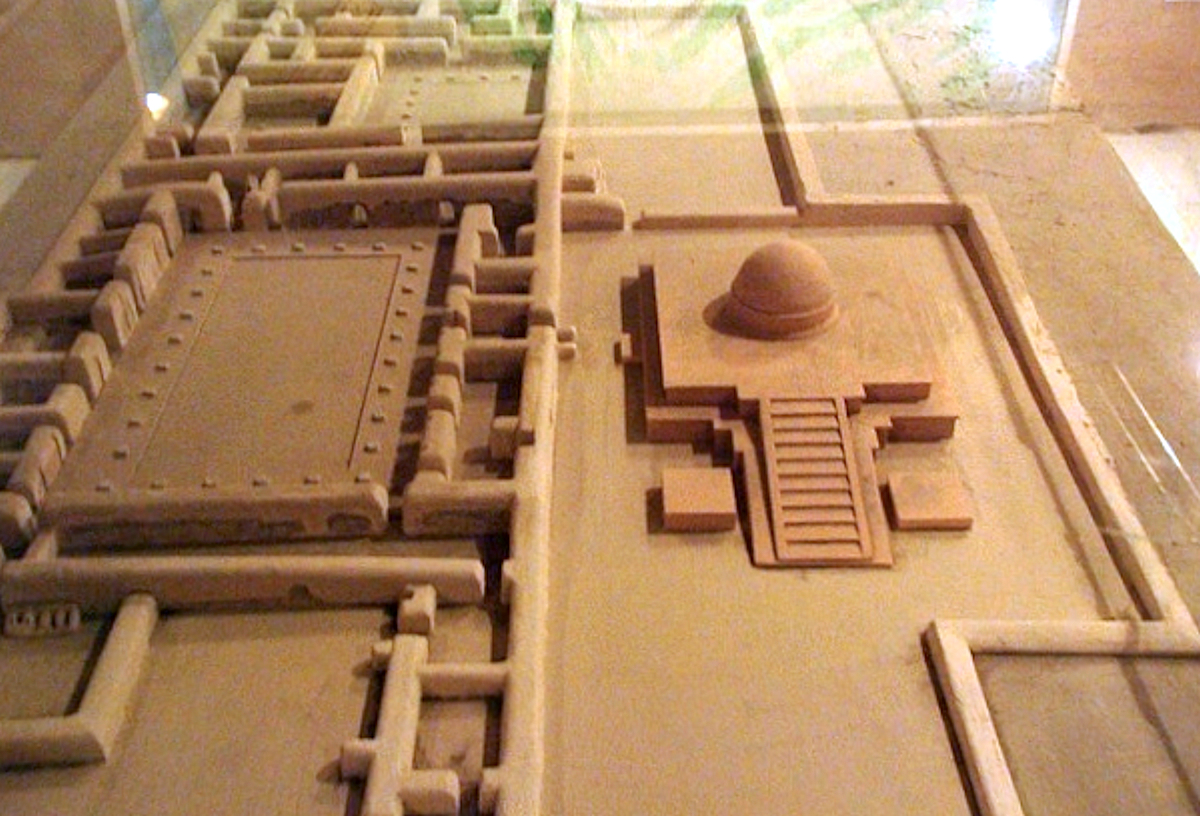
浮屠與寺院遺址模型
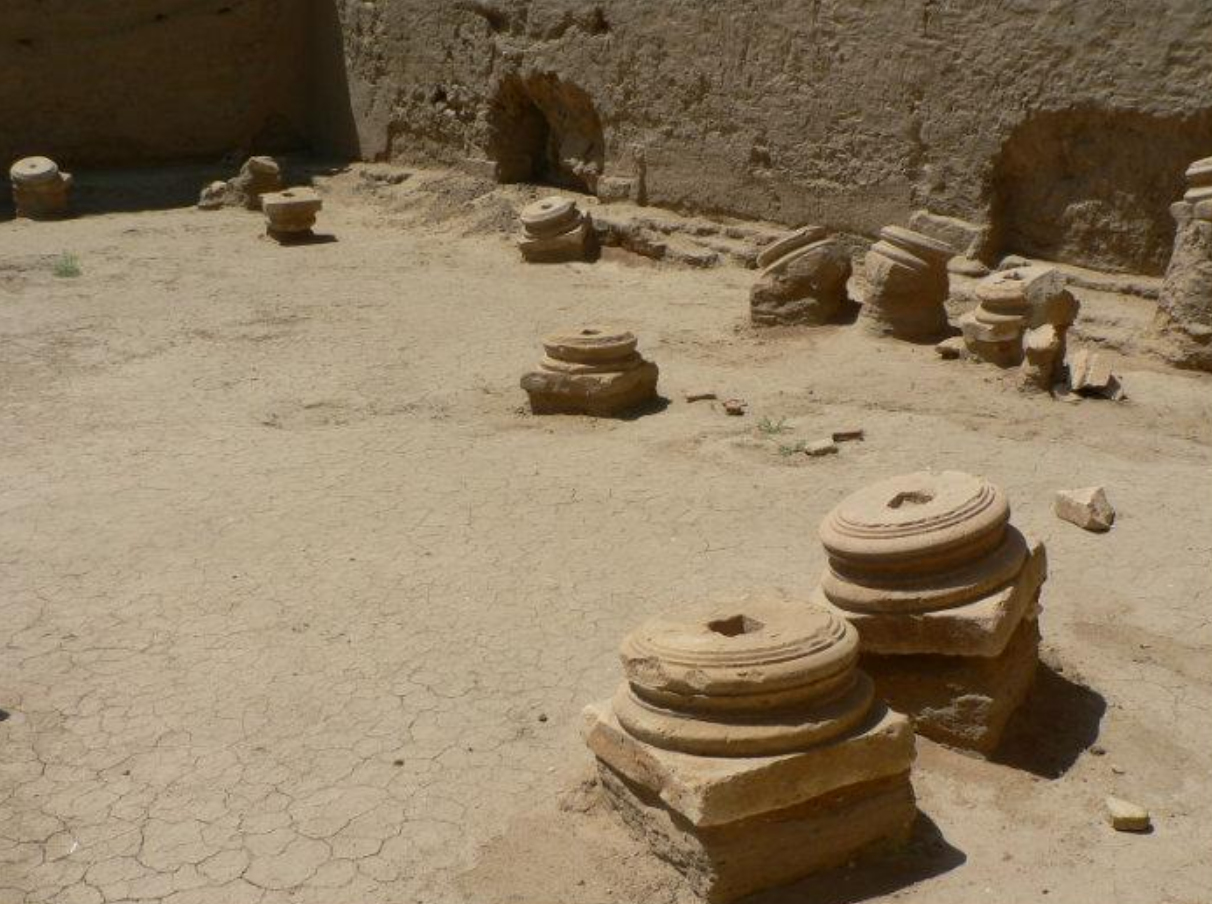
柱子遺跡
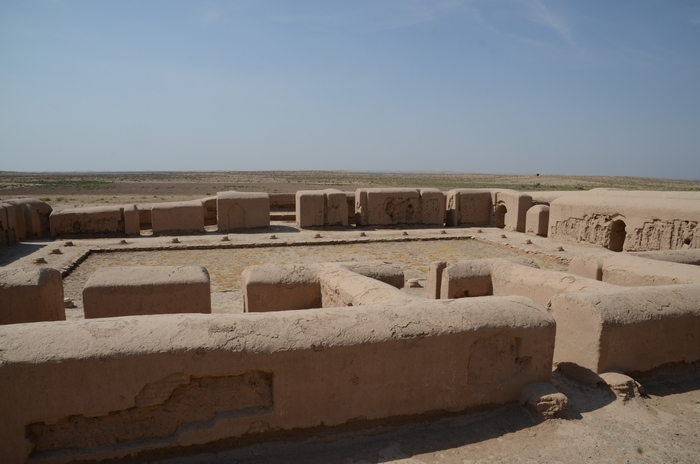
寺院遺址
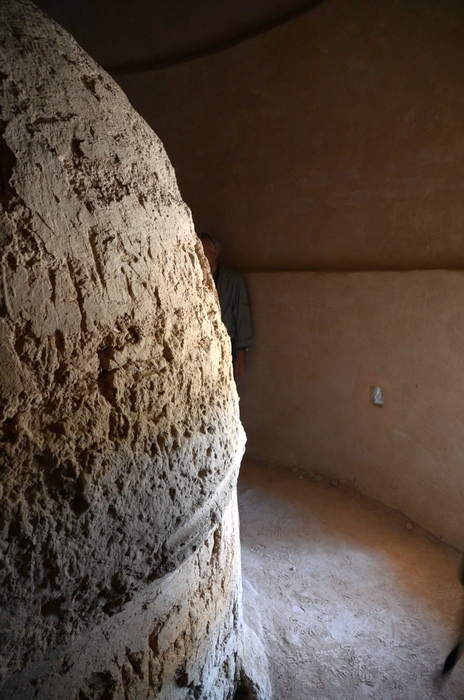
浮屠內部

## 文物
法雅茲丘出土了許多希臘式佛教壁畫與浮雕，大多藏於首都塔什干的烏茲別克斯坦國家歷史博物館，也有部分藏於帖爾米茲考古學博物館。
著名文物有一件有兩名僧侶服侍在側的佛陀坐像壁龕:xi, 99，以及一件刻有貴霜皇帝胡维什卡之名的石碑。

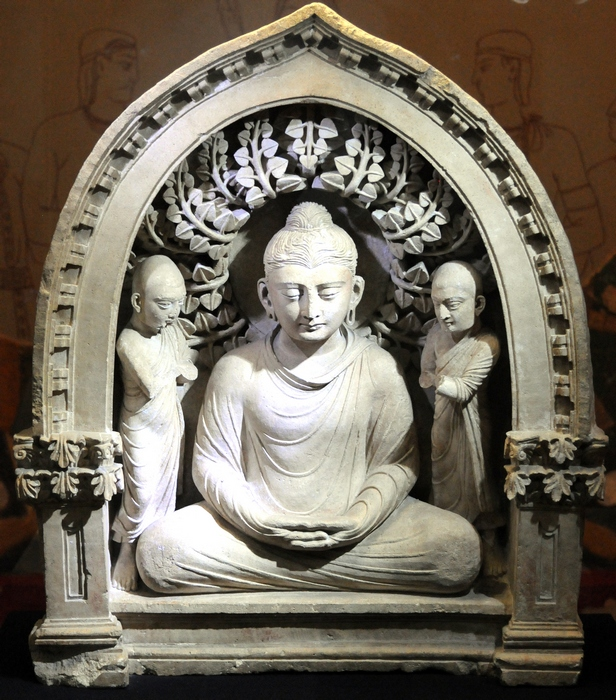
佛陀坐像壁龕（3至4世紀）[10]:xi, 99
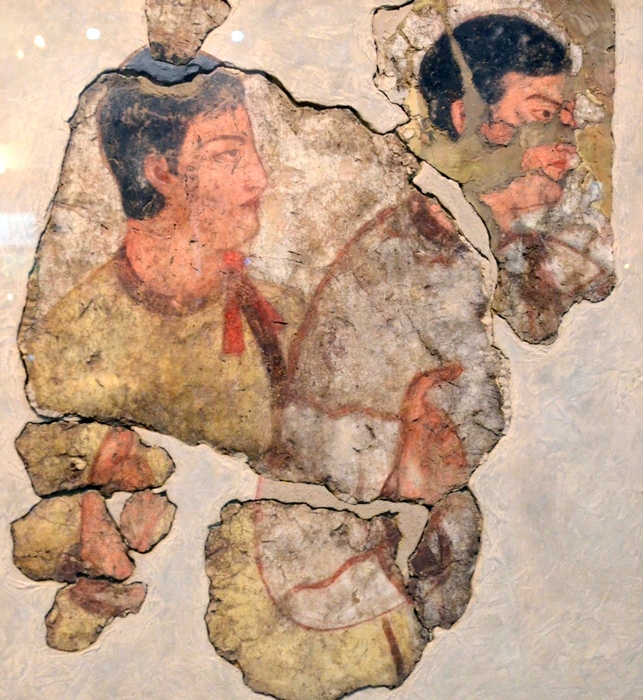
參拜者壁畫
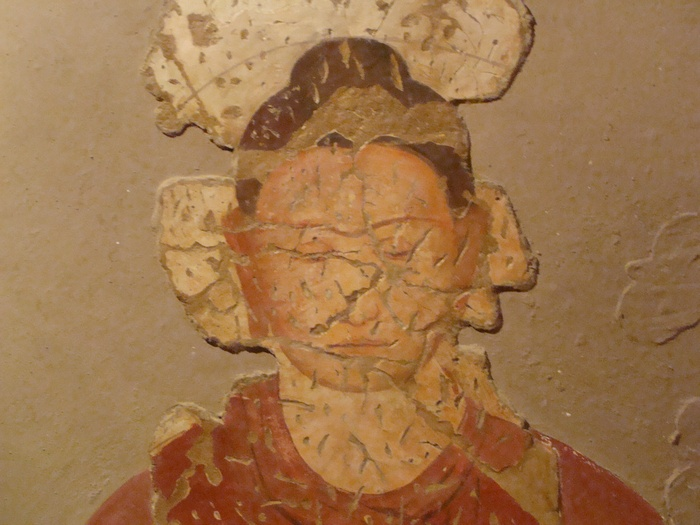
佛陀壁畫
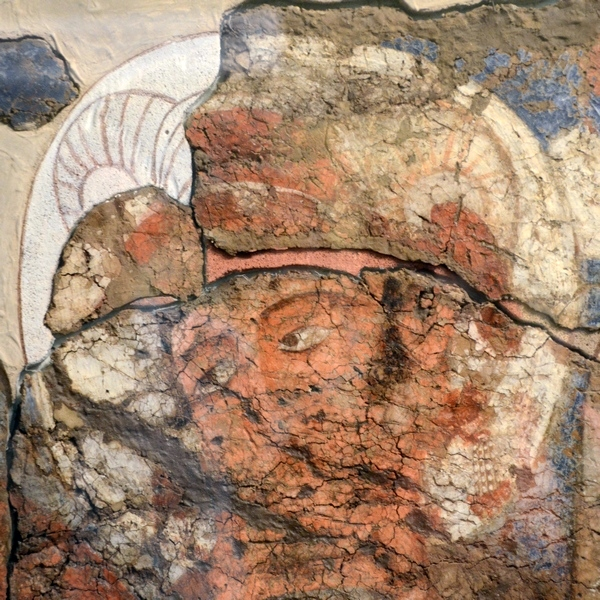
戴有帶角頭飾的參拜者壁畫（曾被誤認為描畫亞歷山大大帝）[3][2]:130
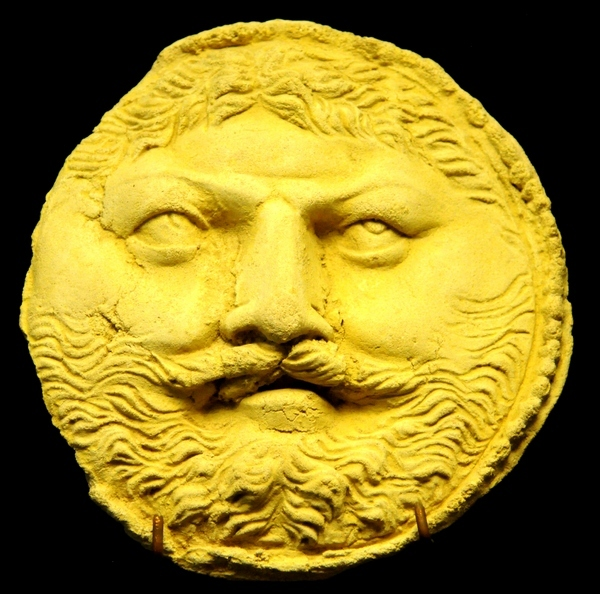
太陽神浮雕
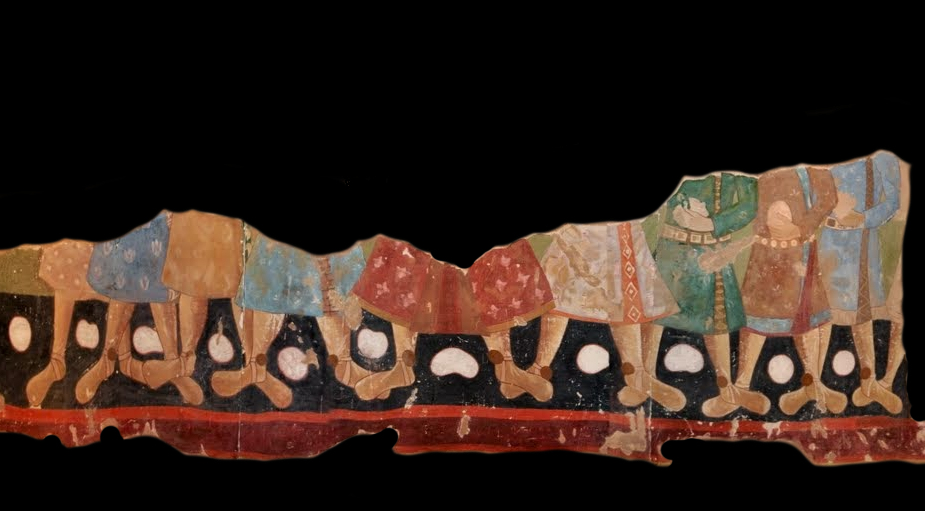
著卡夫坦、穿長靴的人物壁畫